# Bohusław
Bohusław (ukr. Богуслав) – miasto na Ukrainie w obwodzie kijowskim w rejonie obuchowskim. Leży nad rzeką Roś.
W mieście rozwinął się przemysł spożywczy.

## Historia
Miasto powstało w 1032. Bohusław był miastem królewskim Korony Królestwa Polskiego, położonym w pierwszej połowie XVII wieku w starostwie bohusławskim w województwie kijowskim.

W Bohusławiu na górze był klasztor XX. Bazylianów, którzy w czasie rzezi Gonty ustąpili bez powrotu. Między Bohusławiem i Moszną – Kumyki pamiętne zwycięstwem nad Pawlukiem 1634 Mikołaja Potockiego. (...) 

Starostami bohusławskimi byli m.in. polscy magnaci Aleksander Jakub Lubomirski i Jan Klemens Branicki, a właścicielem okolicznych dóbr m.in. Konstanty Branicki.
Podczas okupacji hitlerowskiej, 15 sierpnia 1941 roku Niemcy utworzyli getto dla żydowskich mieszkańców. Przebywało w nim około 400 osób. 15 września 1941 roku Niemcy zlikwidowali getto, a Żydów zamordowali. Sprawcami zbrodni było Einsatzkommando 5.

## Demografia
W 1989 liczyło 19 107 mieszkańców.
W 2013 liczyło 16 825 mieszkańców.
W 2018 liczyło 16 552 mieszkańców.

## Zabytki
- zamek[11]